# 존 워너 피츠제럴드
존 워너 피츠제럴드(John Warner Fitzgerald, 1924년 11월 14일 ~ 2006년 7월 7일)는 미국의 변호사이자 미시간주 상원의원, 미시간주 대법원의 판사(나중에 최고법원장)였다.

## 생애
피츠제럴드는 1924년 11월 14일 미시간주 그랜드레지에서 태어났다. 정치적 가문에서 태어났다. 그는 이튼 카운티(1895~96)의 미시간 주 대표인 존 웨슬리 피츠제럴드의 손자이자 1935년부터 1936년, 1939년까지 미시간 주지사였던 프랭크 드와이트 피츠제럴드와 퀴나 워너 피츠제럴드의 아들이었다.
피츠제럴드는 1942년에 그랜드레지 고등학교를 졸업했다. 피츠제럴드는 제2차 세계 대전 중 미 육군 보병으로 복무했다. 그는 1947년 미시간 주립 대학교에서 학사 학위를, 1954년 미시간 대학교 법학대학원에서 법학 학위를 받았다. 또한 프린스턴 대학교와 애리조나 대학교에서도 공부했다.
피츠제럴드는 1955년부터 1958년까지 미시간주 상원의 법률 고문이었다. 1958년에 피츠제럴드는 미시간주 상원의원으로 선출되어 1964년까지 재직했다.
피츠제럴드는 1964년 미시간 항소 법원에 선출될 때까지 피츠제럴드 & 위벨 로펌에서 변호사로 일했다. 윌리엄 밀리컨 주지사는 1973년 피츠제럴드를 미시간 대법원에서 1년 임기로 임명했다. 피츠제럴드는 1월 1일에 자리를 잡았다. 1974. 피츠제럴드는 이후 8년 임기로 선출되었으며, 임기 마지막 해인 1982년에 대법원장으로 선출되었다.
피츠제럴드는 토마스 M. 쿨리 로스쿨의 원래 이사회 구성원이었으며 1983년에 그곳에서 첫 번째 재산법 수업을 가르칠 때 보조 강사로도 가르쳤다. 그는 나중에 이사회에서 사임하여 법학 전임 교수가 되었다.
피츠제럴드는 2006년 7월 7일 세인트 이그나스에 있는 매키낙 스트레이츠(Mackinac Straits) 병원에서 오랜 투병 끝에 81세의 나이로 사망했다. 피츠제럴드 가족은 1961년부터 맥키노섬의 이스트블러프(East Bluff)에 별장을 갖고 있었다.

## 역대 선거 결과
| 선거명      | 직책명                   | 대수 | 정당   | 득표율 | 득표수 | 결과 | 당락               |
| ----------- | ------------------------ | ---- | ------ | ------ | ------ | ---- | ------------------ |
| 1958년 선거 | 상원의원 (미시간 제15부) | 70대 | 공화당 | 0%     | 표     | 1위  | 미시간 주의원 당선 |
| 1962년 선거 | 상원의원 (미시간 제15부) | 72대 | 공화당 | 0%     | 표     | 1위  | 미시간 주의원 당선 |